# شهرستان علی الغربی
شهرستان علی الغربی (به عربی: قضاء علي الغربي، به کردی:شارستانی خۆەرئاوان) یک شهرستان در عراق است که در استان میسان واقع شده‌است. اکثر جمعیت این شهرستان را کردها تشکیل می دهند که از ایل کردلی هستند که به کردی جنوبی و لهجه کردی کردلی تکلم می کنند.
شهرستان علی الغربی تا پیش از سیاست های عرب‌سازی عراق بعث در زمان صدام و تبعید آنها بیش از ۹۰ درصد از ایل کردلی بود.
و اکثر آنها از ایل مموس (مبوس) هستند